# Letov Š-4
Letov Š-4 là một loại máy bay tiêm kích/huấn luyện hai tầng cánh của Tiệp Khắc trong thập niên 1920.

## Quốc gia sử dụng
Cộng hòa Séc

## Tính năng kỹ chiến thuật
Đặc điểm tổng quát
- Kíp lái: 1
- Chiều dài: 6,58m (21 ft 7 in)
- Sải cánh: 8 m (26 ft 2⅞ in)
- Chiều cao: 2,62m (8 ft 7⅛ in)
- Diện tích cánh: 16,43m² (176,86 ft²)
- Trọng lượng rỗng: 673 kg (1.484 lb)
- Trọng lượng có tải: 980 kg (2.160 lb)
- Động cơ: 1 × Hispano-Suiza 8Ba, 164 kW (220 hp)

 Hiệu suất bay 
- Vận tốc cực đại: 232 km/h (144 mph)
- Tầm bay: 500km (310 dặm)

Trang bị vũ khí

- Súng: 2 x Súng máy Vickers 7,7mm